# Pointis-Inard
Pointis-Inard è un comune francese di 832 abitanti situato nel dipartimento dell'Alta Garonna nella regione dell'Occitania.

## Società

### Evoluzione demografica
Abitanti censiti